# Jean-Benoît Bost
Jean-Benoît Bost (27 de julho de 1961) é um matemático francês.
Bost frequentou o Lycée Louis-le-Grand. Estudou a partir de 1979 na Escola Normal Superior de Paris. Foi a partir de 1993 diretor de pesquisas do Centre national de la recherche scientifique (CNRS). É desde 1998 professor da Universidade Paris-Sul em Orsay.
Recebeu o Prêmio Élie Cartan de 2002. Foi palestrante convidado do Congresso Internacional de Matemáticos em Madrid (2006: Evaluation maps, slopes and algebraicity criteria. É fellow da American Mathematical Society. Em 2016 foi eleito membro da Academia Europaea.
Dentre seus doutorandos consta Vincent Lafforgue.

## Obras
- Editor com François Loeser, Michel Raynaud: Courbes semi-stables et groupe fondamental en géométrie algébrique (Luminy, Dezember 1998), Birkhäuser 2000
- Introduction to compact Riemann Surfaces, Jacobeans and Abelian Varieties. In: Michel Waldschmidt, Claude Itzykson, Jean-Marc Luck, Pierre Moussa (Editores): Number Theory and Physics. Les Houches 1989, Springer 1992